# Евансвил (Аљаска)
Евансвил (енгл. Evansville) насељено је место без административног статуса у америчкој савезној држави Аљаска.

## Демографија
По попису из 2010. године број становника је 15, што је 13 (-46,4%) становника мање него 2000. године.
| Група             | 2000.      | 2010.     |
| Белци             | 13 (46,4%) | 7 (46,7%) |
| Афроамериканци    | 0 (0,0%)   | 0 (0,0%)  |
| Азијати           | 0 (0,0%)   | 0 (0,0%)  |
| Хиспаноамериканци | 0 (0,0%)   | 0 (0,0%)  |
| Укупно            | 28         | 15        |